# Dyspaszer
Dyspaszer – biegły i rzeczoznawca, który robi dyspaszę (rozlicza straty, do których doszło przez awarię statku) oraz dzieli owe straty między armatora i właściciela ładunku. W Polsce, zgodnie z art. 255. kodeksu morskiego, listę dyspaszerów prowadzi Prezes Krajowej Izby Gospodarczej.  